# ウィリアム・テオドトス・ケーパース
ウィリアム・テオドトス・ケーパース（William Theodotus Capers、1867年8月9日 - 1943年3月29日）は米国聖公会テキサス州西部教区主教であり、1916年から没するまで主教職を務めた。

## 若年期と教育
1867年8月9日にアメリカ合衆国のサウスカロライナ州グリーンビルで、アメリカ連合国陸軍の将軍で、のちに米国聖公会サウスカロライナ州教区主教となるエリソン・ケーパースと妻のシャルロット・レベッカ・パーマーの息子として生を受ける。1885年から1886年にかけてサウスカロライナ大学、のちに1886年から卒業する1887年までファーマン大学で勉学に励んだ。またバージニア州神学校で聖職者になるための教育を受け、1894年に卒業した。1911年にはケンタッキー州立大学で文学修士号を取得した。1914年にはザ・ユニバーシティ・オブ・ザ・サウスとバージニア州神学校の双方より名誉神学博士の称号が授与された。

## 聖職者叙任
父であるエリソン・ケーパースにより1894年6月29日にバージニア州神学校のチャペルで執事に叙任されたケーパースは、1895年5月12日にも父によって司祭に叙任された。サウスカロライナ州アンダーソンのグレース教会（1895年-1901年）、ミシシッピ州ヴィックスバーグのホーリー・トリニティ教会（1901年-1903年）、ノースカロライナ州アシュビルのトリニティ教会（1903年-1905年）の各教区牧師、ケンタッキー州レキシントンのクライストチャーチ大聖堂の首席司祭（1905年-1912年）、ペンシルベニア州フィラデルフィアのホーリー・アポストル教会の教区牧師（1912年-1913年）をそれぞれ務め上げた 。

## 主教職
1913年11月19日、テキサス州サンアントニオのセント・マーク監督教会で開催された評議会の特別会合において、ケーパースは第1回投票で補佐司祭に選出された。その後の1914年5月1日、セント・マーク監督教会においてダニエル・シルベスター・タトル総裁主教により米国聖公会テキサス州西部教区主教に叙任された。1916年に教区主教を継承し、1943年3月29日に没するまで教区主教の任を全うした。サンアントニオのサンタローザ病院に1週間ほど入院し、そこで没した 。